# Сражение при Ляояне
Сражение при Ляояне (яп. 遼陽会戦 Рё:ё: кайсэн) — крупное сражение русско-японской войны, происходившее 24 августа — 3 сентября 1904 года.

## Обстановка перед сражением

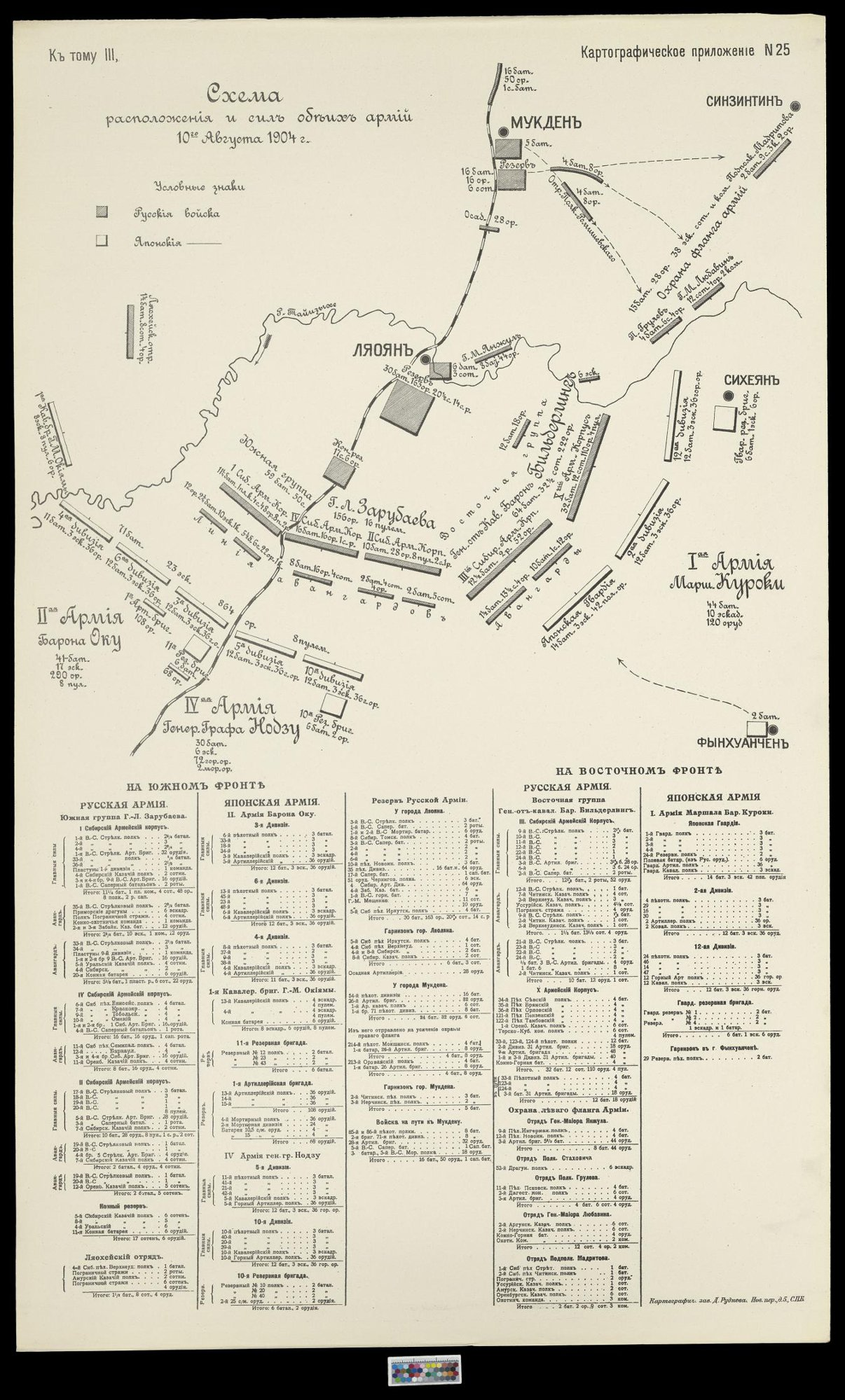
Схема расположения русской и японской армий 10 авг. 1904 г.

После неудачной попытки в июне 1904 года деблокировать осаждённый Порт-Артур Южная группа русских войск под командованием генерала Н. П. Зарубаева (3 корпуса) отошла на дальние подступы к Ляояну (Лайону), где соединилась с Восточной группой генерала А. А. Бильдерлинга (2 корпуса), отступившей от реки Ялу, и заняла первый оборонительный (арьергардный) рубеж. Костяк объединённой армии составили I,II,III,IV Сибирские Армейские корпуса и X Армейский корпус, а также Ляохейский отряд.
Численность Маньчжурской армии русских под Ляояном составляла 128 тысяч штыков, 606 орудий, в тылу армии под руководством выдающегося военного инженера К. И. Величко завершалось оборудование 2-й (передовой) и главной оборонительных позиций. Причём, последняя представляла собой укрепленный район, сочетавший старые укрепления (форты, люнеты) с новыми: траншеями, блиндажами, окопами и другими сооружениями. Опираясь на эти позиции, а также на форты Ляояна, Куропаткин намечал перейти к обороне, отдавая тем самым инициативу действий в руки японцев.
Маньчжурской армии противостояли 1-я, 2-я и 4-я японские армии (всего 126 тысяч штыков, 484 орудия). Несмотря на меньшие силы, главнокомандующий японскими армиями маршал Ояма планировал овладеть оборонительными рубежами русских войск.
В начале августа в Южной Маньчжурии начались дожди, которые превратили район вокруг Ляояна в море грязи. По небольшим и обычно спокойным рекам неслись устрашающие потоки воды. К 11 августа (24 августа) 1904 погода успокоилась, земля подсохла, и в этот день японцы начали наступление.

## Ход сражения

### Первый этап
11 августа (24 августа) 1904 1-я японская армия генерала Куроки начала наступление в обход левого фланга Восточной группы русских войск с целью выйти в тыл и перерезать железную дорогу севернее Ляояна.

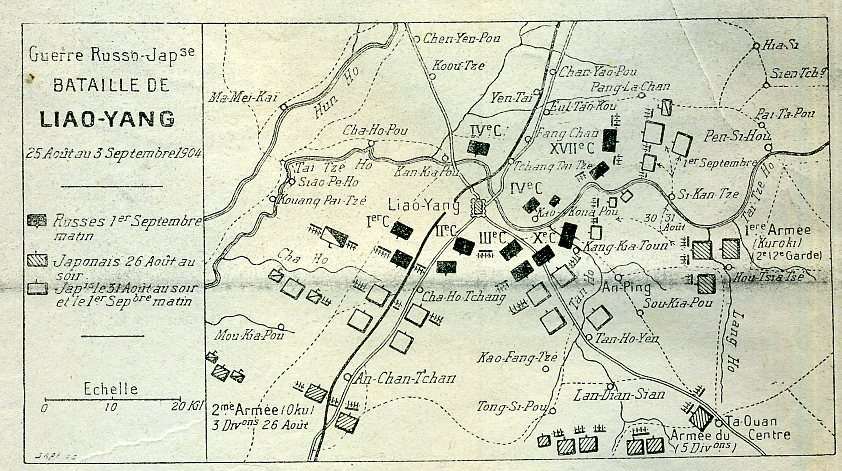
Расположение войск в период с 25 августа по 3 сентября 1904 г.

В ночь на 13 августа (26 августа) 1904 японцы атаковали позиции Восточной и Южной групп войск Маньчжурской армии: 1-я японская армия перешла в наступление одновременно в полосах 3-го Сибирского Иванова и 10-го армейского корпусов Случевского, 4-я (генерал Нодзу) и 2-я (генерал Оку) армии развернули наступление против Южной группы. Общее наступление трех неприятельских армий сопровождалось мощной артиллерийской подготовкой. В течение 13 августа (26 августа) 1904 было выпущено свыше 100 тысяч снарядов.

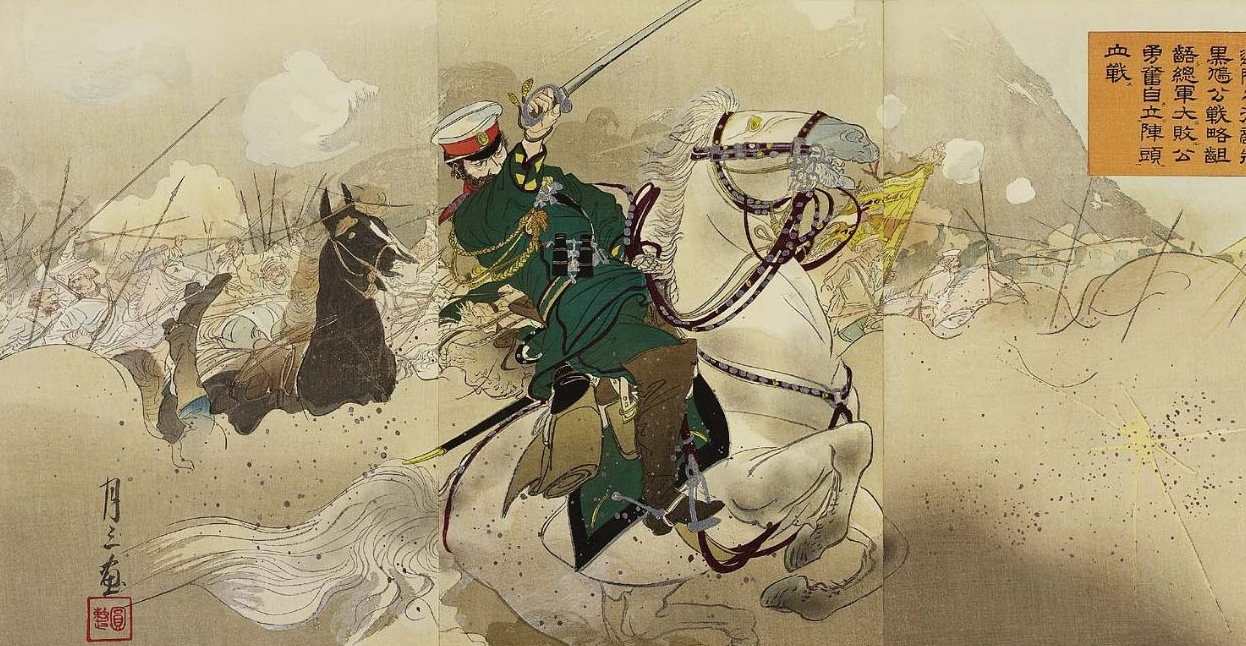
Куропаткин на картине японского художника.

Атаки японцев на всех направлениях были отбиты. Однако Куропаткин, основываясь на преувеличенных данных о силах противника и не использовав всех возможностей обороны на первом рубеже, приказал войскам Маньчжурской армии отойти на 2-й оборонительный рубеж, получивший название передовая позиция. Под проливным дождем войска Восточной и Южной групп отходили к Ляояну по размытым дождями дорогам и к вечеру 15 августа (28 августа) 1904 достигли передовой позиции, которая находилась всего в 7—9 километрах от города. Отступление совершилось беспрепятственно: уставшие японцы, промокшие от дождя, не предприняли немедленного преследования. Преждевременное отступление русских явилось для японцев неожиданным — дождь и туман скрыли отступление русских.
По мере сосредоточения Манчжурской армии к Ляояну план концентрического охвата русских объединёнными усилиями японских армий становился все более реальным. Японские армии подошли вплотную к Ляоянским позициям, и сближение восточной и южной группировок японцев угрожало тактическим окружением. Район боевых действий переместился из горной местности в равнинную, что давало японцам возможность начать крупные наступательные операции. Имея превосходство в силах и средствах, Куропаткин предполагал дать решительный бой японской армии на 2-й оборонительной позиции.

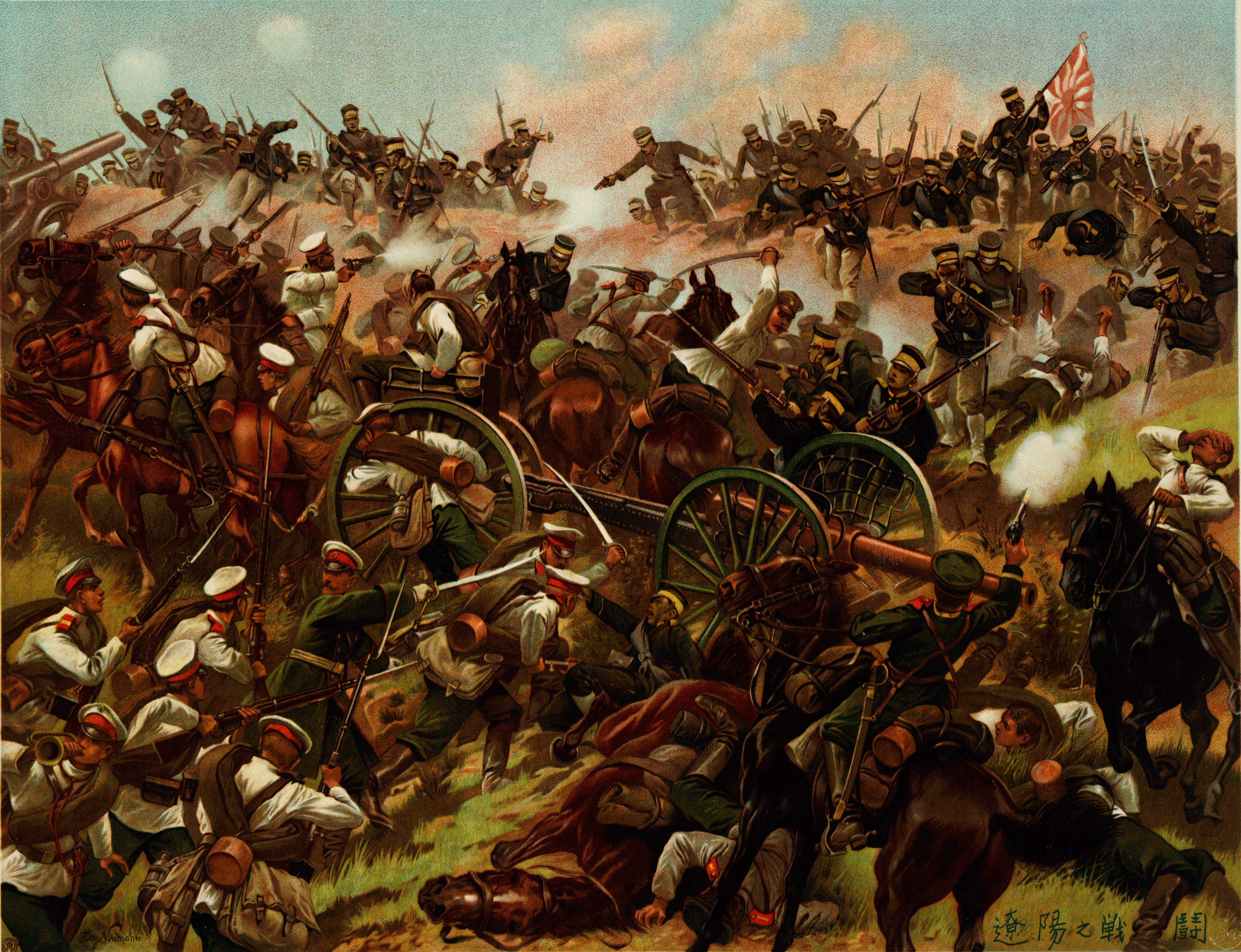
Битва под Ляояном. Картина Фрица Неймана(1881—1919)

### Второй этап

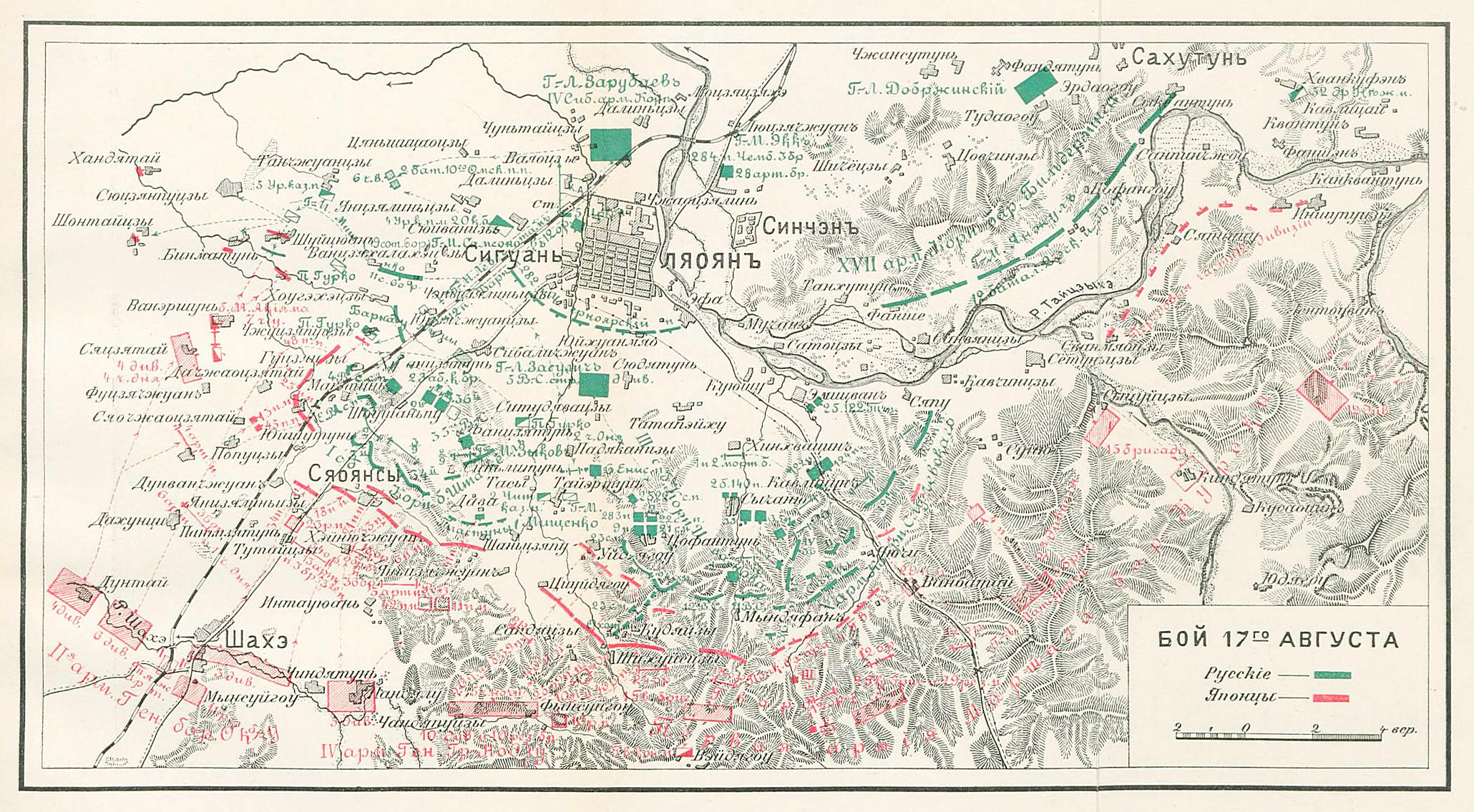
Карта-схема войск на 17 авг.1904 г.

На рассвете 17 августа (30 августа) 1904 открыв огонь из 390 орудий по всему фронту русского расположения, все три японские армии одновременно атаковали эту позицию. Атаки японцев против центра и правого фланга были отражены короткими, но сильными контратаками с большими для них потерями. Однако для этого здесь были израсходованы почти все русские резервы и большая часть боеприпасов. На левом фланге, несмотря на контратаки русских войск, 1-я японская армия сумела, начав в ночь на 18 августа (31 августа) 1904 переправу через реку Тайцзыхэ, занять деревню Сыквантунь и ряд высот восточнее Ляояна. Куропаткин, не имея больше резервов и опасаясь обхода левого фланга армии, в ночь на 19 августа (1 сентября) 1904 отдал приказ об отходе на главную позицию. За счёт сокращения линии фронта и освобождения части войск Куропаткин рассчитывал создать кулак для парирования обходного движения и разгрома 1-й японской армии.

### Третий этап
18 августа (31 августа) 1904 — 21 августа (3 сентября) 1904 развернулись бои за главную позицию. Сочетая упорную оборону укреплений с контратаками и вылазками, 2-й и 4-й Сибирские корпуса отразили атаки японцев в центре и на правом фланге. На левом фланге вечером 20 августа русская пехота в штыковой атаке выбила японцев из деревни Сыквантунь и с Нежинской сопки, но японцы вновь атаковали русские войска и в основном были отбиты, добившись лишь небольшого успеха под Сыквантунем, где им вновь удалось занять ряд высот и Сыквантунь, после отхода по приказу оттуда русских сил. Японское наступление здесь быстро выдохлось. Сражение затягивалось, исход его был не определён. Маршал Ояма, опасаясь контрудара русских войск по его ослабленной неудачными боями группировке, отдал приказ начать отступление от Ляояна в 6 часов утра 21 августа (3 сентября) 1904.

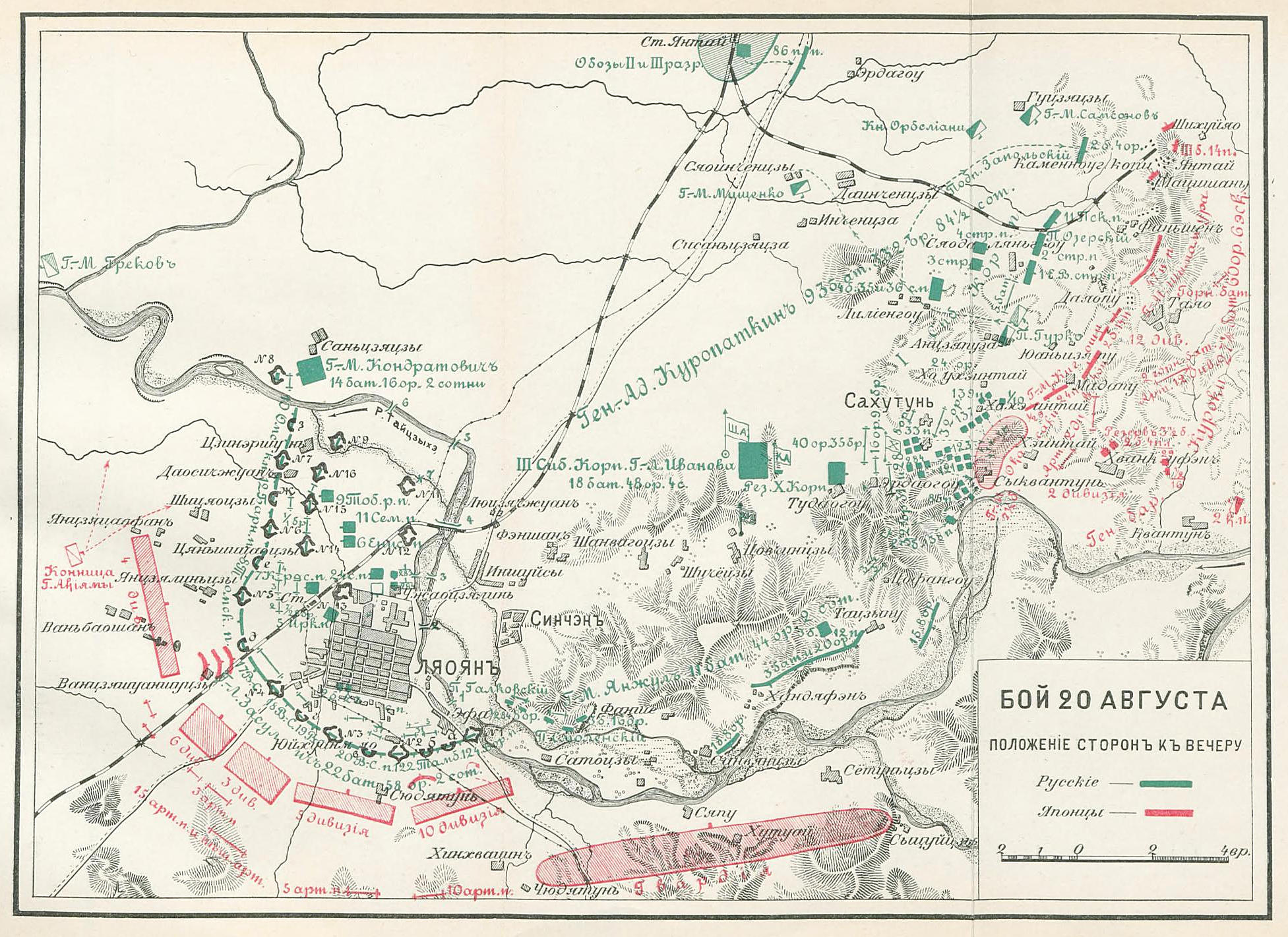
Карта-схема войск к вечеру 20 августа 1904 г.

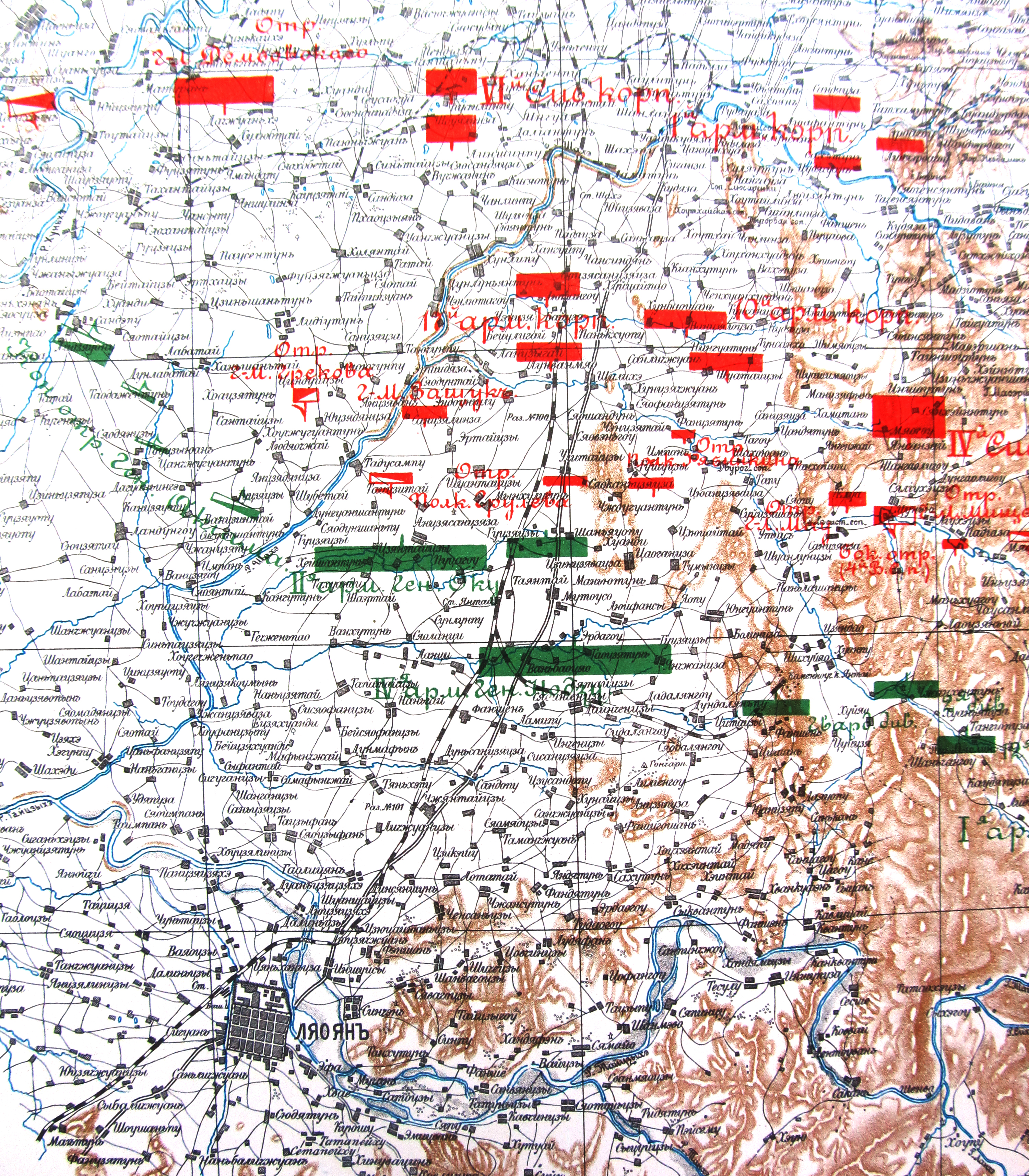
Ляоян. Положение сторон к утру 7 сентября 1904 года (фрагмент)

Маньчжурская армия, сохранявшая численное и позиционное преимущество над противником, имела все шансы завершить битву своей победой. Так не считал её командующий, генерал А. Н. Куропаткин, получивший разведдонесения, в которых говорилось, что армия Куроки, численность которой к тому же была сильно преувеличена, делает обходной манёвр и заходит в тыл русской армии. В ночь на 21 августа (3 сентября) 1904 он приказал своим войскам отступить на север, к городу Мукден (где позже состоялось Мукденское сражение). Войска начали отступление в 4 часа утра за 2 часа до начала японского отступления. Отход русской армии происходил в полном порядке.
Уход русских войск был для японского командования полной неожиданностью. Около 18 часов 21 августа (3 сентября) 1904 японцы предприняли атаку на русский арьергард, но были отбиты.
22 августа (4 сентября) 1904 японцы заняли оставленный Ляоян. Преследовать русских Ояма не решился, опасаясь перехода русской армии в наступление.

## Итоги сражения

### Потери русских
В результате Ляоянского сражения русская армия потеряла 531 офицера (в том числе 7 генералов), из них убитыми 95 человек (в том числе 2 генерала (генерал-майор Мартсон Л. В. и генерал-майор Рутковский И. С.) и 2 командира полка) и 16 493 рядовых и унтер-офицеров, из них убитыми менее трёх тысяч.

### Потери японцев
Порядка 12 тысяч погибших.